# Jim Henson

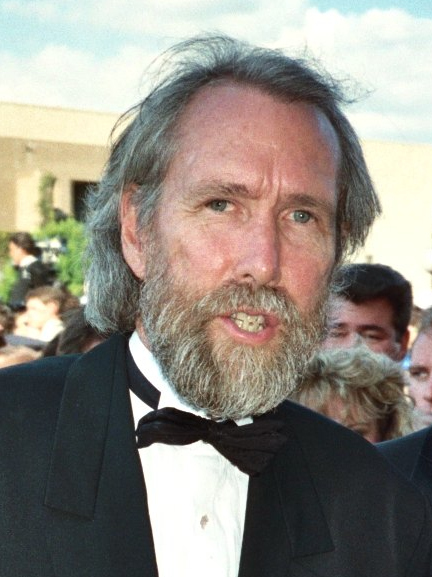
Jim Henson bei den Emmy Awards 1989

James Maury „Jim“ Henson (* 24. September 1936 in Greenville, Mississippi; † 16. Mai 1990 in New York) war ein US-amerikanischer Puppenspieler, Regisseur und Fernsehproduzent. Er erlangte vor allem durch die Sesamstraße und Die Muppet Show weltweite Bekanntheit.
Henson begann früh im Leben mit Puppen speziell fürs Fernsehen zu experimentieren. Seine ersten Erfolge hatte er ab 1956 mit der Kurzfilmserie Sam and Friends. Zahlreiche Fernsehauftritte folgten, bevor er maßgeblich die neu entstehende Sesamstraße prägte. Die erste komplett eigene Serie Hensons war die Muppet Show, die in über 100 Ländern ausgestrahlt wurde. Danach folgte die ebenfalls international verbreitete Serie Die Fraggles. Henson war maßgeblich an den Filmen Der dunkle Kristall, Die Reise ins Labyrinth und Der kleine Horrorladen beteiligt, bevor er überraschend mit 53 Jahren starb. Nach seinem Tod wurden mit Die Dinos und Der Bär im großen blauen Haus noch zwei Serien verwirklicht, die auf seinen Ideen basierten.

## Leben

### Kindheit und Jugend
Ende der 1940er-Jahre zog die Familie Henson nach Maryland, in die Nähe von Washington, D.C. Dort lebte er in der Nähe seiner Großmutter, die Malerin und Schneiderin war. Vor allem seine Großmutter unterstützte Hensons künstlerische Ambitionen in seiner Kindheit und machte ihn mit der Arbeit mit Textilien und Nadeln vertraut. Bereits während seiner High-School-Zeit begann Jim Henson, 1954 für den lokalen Fernsehsender WTOP-TV Puppen für eine Kindersendung zu kreieren. Henson versuchte dabei weniger, bestehende Puppenformate für das Fernsehen anzupassen, sein Ehrgeiz war vielmehr von Beginn an, Formate zu entwickeln, die ausschließlich für das Fernsehen gedacht waren und nur in diesem funktionieren konnten.
Während seines Studiums der Fächer Kunst und Bühnenbild an der University of Maryland trat Henson 1955 in verschiedenen lokalen Fernsehsendungen auf. Nach seinem ersten Studienjahr bot ihm der Sender WRC, eine lokale Tochter des Senders NBC, eine fünfminütige Sendung im späten Abendprogramm an. Für diesen Spot erfand Henson zusammen mit seiner Kommilitonin Jane Nebel die Sendung Sam and Friends.

### Erste Erfolge
Henson nannte die Figuren hier erstmals „Muppets“. Die Puppen der Sendung hatten bereits Ähnlichkeit mit den späteren Muppets. In der Sendung kam eine Figur vor, die ansatzweise der Figur Kermit der Frosch ähnelte. Zu dieser Zeit experimentierte Henson mit Techniken, die die Kombination Fernsehen und Puppenspiel optimal ausschöpften, doch damals noch neu waren. So nutzte er den von der Kamera genutzten Ausschnitt aus, um die Puppenspieler vor dem Zuschauer zu verbergen. Henson benutzte von Anfang an zahlreiche Close-Ups, die sein Puppenspiel deutlich von dem damals üblichen Puppentheater unterschieden. So musste er beispielsweise deutlich mehr Wert darauf legen, dass Mundbewegungen und Ton synchron waren. Auch arbeitete er früh mit weichen, synthetischen Materialien, um seinen Puppen mehr Mimik zu ermöglichen, als dies mit Puppen aus Holz möglich ist. Insgesamt erlaubt das Spielen im engen Bildausschnitt deutlich subtilere Bewegungen und Regungen als das Spielen im Puppentheater.
Sam and Friends lief insgesamt acht Jahre. 1958 brachte sie Henson einen lokalen Emmy ein. 1959 heiratete er seine Mitproduzentin und Miterfinderin der Show Jane Nebel. Der Erfolg seiner ersten Sendung führte zu einer Folge von Gastauftritten in Talkshows und Unterhaltungssendungen wie der Ed Sullivan Show, der Steve Allen Show, der Red Skelton Show, Tonight Starring Jack Paar und dem Texaco Star Theater.
Ab 1957 drehte Henson auch Werbung mit seinen Figuren, die in ihrem Humor bereits der späteren Muppet-Show nahe kamen. Für Wilkins Coffee beispielsweise drehte er einen Spot, in dem ein übermütiger Muppet einen griesgrämigen Muppet fragt, was dieser von Wilkins Coffee hält. Als der griesgrämige Muppet antwortet, er habe den Kaffee noch nie getrunken, schießt ihn der andere Muppet mit einer Kanone in die Luft. Der Kaffee-Spot war ein großer Erfolg und führte zu weiteren Werbespots, etwa für die Firmen Wilson-Fleischwaren und La Choy chinesische Lebensmittel. Für letzteren schuf Henson einen Drachen.
Nach dem Studium überzeugten Henson eine Reise nach Europa und die Bekanntschaft mit den dortigen Puppenspielern, dem Puppenspiel treu zu bleiben und nicht in anderer Funktion zum Fernsehen zu gehen oder etwas ganz anderes zu machen.
1961 gründete Henson zusammen mit seiner Frau Muppets Inc. und begann, den Puppenbauer Don Sahlin und den Puppenspieler Frank Oz zu beschäftigen. Mit beiden blieb er bis ans Ende seines Lebens verbunden, mit Oz zusammen kreierte er Paare wie Ernie und Bert, Miss Piggy und Kermit oder Fozzie Bär und Kermit.
1963 ging Henson mit seiner Frau Jane nach New York. Seine Puppen traten zu dieser Zeit bereits wöchentlich in der Today Show und der Jimmy Dean Show auf. In den 1960er Jahren wurden die Muppets wiederum hundertfach für Werbespots eingesetzt, hierbei allein 160-mal für Wilkins Kaffee. Damals entwarf Henson die Puppe Rolf (im amerikanischen Original Rowlf). Der vermenschlichte, klavierspielende Hund war Hensons erste bekannte Puppe, deren Gestaltung sich an einem erkennbaren Tier orientierte und nicht nur eine abstrakte Puppe war. Henson entwickelte Rolf für die Jimmy Dean Show, große Bekanntheit erlangte er aber vor allem durch seine Auftritte in Spots für Hundefutter, die durch Rolf sehr populär wurden.
Von 1964 bis 1968 begann sich Henson mit dem „Filmemachen“ auseinanderzusetzen und produzierte eine Reihe von Experimentalfilmen wie The Cube, Youth 68 und Alpträume. Auch drehte er mehrere Sondersendungen mit Märchenmotiven für das Fernsehen, wie beispielsweise den Froschkönig, Cinderella oder die Bremer Stadtmusikanten.

### Sesamstraße und Muppet Show
1968 begannen Joan Ganz Cooney und ein Team des Children’s Television Workshop mit der Arbeit an der Sesamstraße, einer damals visionären Fernsehsendung für Kinder. Teil dieser Sendung waren einige lustige, farbenfrohe Puppen, die in der besagten Straße leben. Unter anderem waren dies Oscar, Ernie und Bert, das Krümelmonster und Kermit der Frosch. Zunächst wurde das Puppenspiel von den realistischen Teilen der Straße getrennt, aber nach nicht zufriedenstellend ausgefallenen Testvorführungen in Philadelphia entschloss man sich zu einer Umgestaltung zugunsten von Hensons Arbeit. 1974 wurde Henson ein Emmy für die Sesamstraße verliehen. Der Stil der Sesamstraße, langsam, vorsichtig und von zahlreichen Wiederholungen geprägt, sorgte für zahlreiche Parodien, hat sich aber mittlerweile bei zahlreichen Lernprogrammen im Fernsehen für sehr junge Kinder durchgesetzt.
Von 1966 bis 1971 hatte Jim Henson mit seinen Muppets 25 Auftritte in der Ed Sullivan Show.

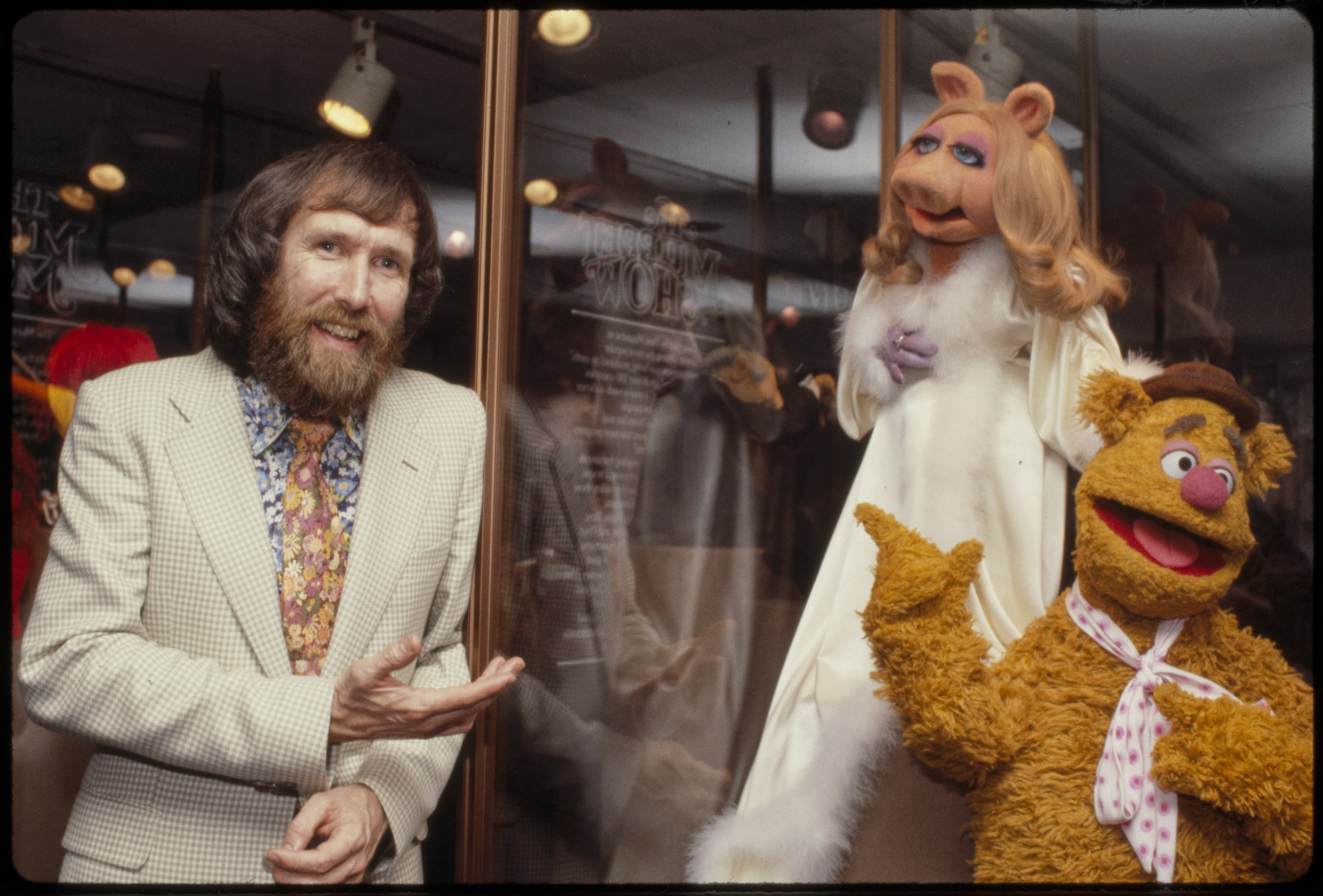
Jim Henson mit Miss Piggy und Fozzie Bär aus der Muppet Show (1979)

Die Sesamstraße war ein kommerzieller Erfolg, der Henson vor allem in der Fernsehindustrie bekannt genug machte, um mit der Muppet Show eine Puppenserie für Erwachsene zu realisieren. Die US-amerikanischen Sender zeigten aber kein Interesse, da sie nicht an den Erfolg einer solchen Serie glaubten. Weil der Produzent Lew Grade an das Konzept glaubte und die Serie produzieren wollte, wurde die Muppet Show in Großbritannien gedreht. Kermit der Frosch, Jim Hensons Alter Ego, führte in ihr als Gastgeber durch ein buntes Varieté-Programm. Rasch bekannt wurden die Puppen Miss Piggy, Gonzo und Fozzie Bär oder Statler und Waldorf. Primäre Zielgruppe der Sendung waren Erwachsene. In Deutschland wurde die Synchronfassung zwischen 1978 und 1981 vom ZDF ausgestrahlt.
Die Muppets waren ein internationaler Erfolg. Die Serie wurde in über 100 Ländern ausgestrahlt. Der Erfolg der Muppets zog weitere Kreise. Es folgten drei Kinofilme (Muppet Movie (1979), Die große Muppet-Sause (1981), Die Muppets erobern Manhattan (1984)), mehrere Fernsehfilme und Spin-off-Produkte. Das Buch Miss Piggy’s Guide to Life war 29 Wochen lang auf der Bestsellerliste der New York Times. Nach fünf Staffeln stellte Henson die Serie 1981 ein, da er sie für auserzählt hielt. Doch auch danach hatten die Figuren noch Auftritte in verschiedenen Filmen und Fernsehsendungen.
Unter anderem kamen die Muppets als Gäste bei der Tonight Show und Hollywood Squares zum Einsatz und förderten weiter den Bekanntheitsgrad der Figuren. Wichtige Auftritte hatten auch Kermit mit Miss Piggy bei 60 Minutes und das Krümelmonster bei Martha Stewart Living. Jim Henson selbst trat ebenfalls als Gast in vielen Sendungen auf.

### Hensons Arbeit nach Einstellung der Produktion der Muppet Show
Henson zeichnete auch für zwei Filme verantwortlich, die nichts mit seinen Muppets zu tun hatten. Zum einen der 1982 gedrehte Film Der dunkle Kristall und zum anderen der 1986 von George Lucas mitproduzierte Film Die Reise ins Labyrinth. Um sich vom Muppet-Design bewusst abzusetzen, wurden alle Puppen in beiden Filmen nicht von Henson, sondern von Brian Froud entwickelt. Die Figuren Yoda, Jabba the Hutt, die Ewoks und viele andere Figuren und Puppen aus der Star-Wars-Saga entstanden in Zusammenarbeit von Hensons Firma mit George Lucas.
Für die Erschaffung dieser in Fremd-Produktionen verwendeten Figuren wurde 1979 der Jim Henson’s Creature Shop ins Leben gerufen. Weitere Arbeiten des Creature-Shops, an denen Henson persönlich beteiligt war, waren die Kostüme und Effekte für das britische Filmdrama Dreamchild von 1985 und Hexen hexen von 1990.
Henson arbeitete auch weiterhin an Kindersendungen, vor allem Die Fraggles (ab 1983) erlangten in Deutschland eine hohe Bekanntheit. Dabei waren die Fraggles erstmals absichtlich international aufgebaut. Neben den Szenen mit den Puppen produzierte Henson von Anfang an Teile der Show, die mit realen Schauspielern arbeiteten und für verschiedene Länder mit lokalen Charakteristika gedreht werden konnten. So produzierte auch das deutsche Fernsehen eigene Spielszenen, während der gesamte englischsprachige Raum die Henson-Rahmenhandlung benutzte. Außerdem wurden noch die animierten Muppet Babies und der Nachfolger der Muppet Show, Muppets Tonight!, entwickelt.
In der erstmals 1987 von NBC ausgestrahlten Fernsehserie Jim Henson’s The Storyteller stellte er in neun Episoden internationale Märchen in einer Mischung aus Animations- und Realfilm dar. Die Serie wurde vom Publikum und der Kritik gleichermaßen bejubelt und mit vielen Auszeichnungen geehrt. Diese Serie geht auf eine Idee von Hensons Tochter Lisa zurück, die an der Harvard University einen Kurs Volkskunde besuchte. Jim und Lisa Henson entwickelten gemeinsam das Konzept und die Folgen aus authentischen Volksmärchen. Daraus entwickelte Henson die Nachfolgeserie The Storyteller: Greek Myths als zweite Staffel mit vier Episoden, die die Griechische Mythologie thematisierte.
Um 1989/1990 befand sich Henson in Verhandlungen mit Walt Disney, die seine Unternehmen und Rechte für 150 Millionen US-Dollar aufkaufen wollte. Bevor diese Verhandlungen zu einem Ergebnis kamen, starb Henson jedoch überraschend. Hensons Nachfolger verkauften dann das Unternehmen und die Rechte an Figuren und Sendungen an Walt Disney.

### Tod und Vermächtnis
Jim Henson starb am 16. Mai 1990 im Alter von 53 Jahren an einer verschleppten Lungenentzündung, die zu einer Sepsis mit anschließendem Organversagen geführt hatte. Seine Asche wurde nahe Taos (New Mexico) verstreut. 

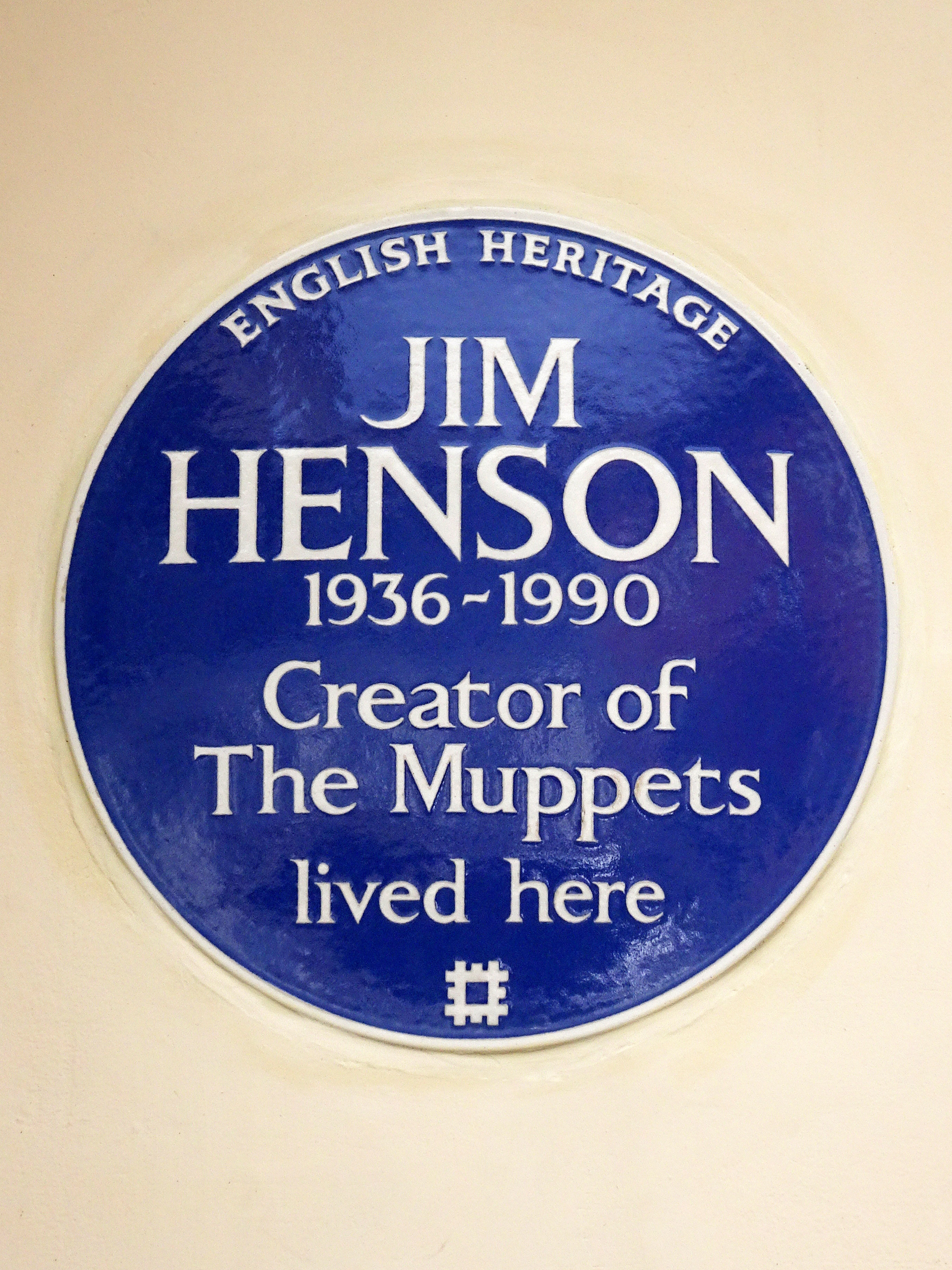
Plakette für Henson an seinem Haus in London

Am 21. Mai 1990 fand in New York City eine Gedenkfeier mit hunderten Gästen statt; auf Hensons Wunsch waren viele bunt gekleidet und alle Gäste schwenkten bunte Schmetterlinge aus Schaumstoff, die an Puppenspieler-Stöcken befestigt waren. Eine Dixieland Jazz Band spielte When The Saints Go Marching In und Harry Belafonte sang Turn the World Around, das er erstmals in der Muppet Show gesungen hatte. Zudem trat Bibo (gespielt von Caroll Spinney) auf und sang den einst von Kermit (Jim Henson) gesungenen Titel Bein’ Green. Am Ende traten sechs der Muppet-Puppenspieler auf die Bühne und sangen mit den Stimmen ihrer Figuren ein Medley von Jim Hensons Lieblingsliedern, ehe zum Abschluss alle Puppenspieler dazukamen und singend mit ihren Muppets auf der Bühne standen.
Die Jim Henson Company wurde zunächst von Hensons Sohn Brian Henson fortgeführt, der unter anderem Regie in den Filmen Die Muppets-Weihnachtsgeschichte (1992) und Muppets – Die Schatzinsel (1996) führte. Steve Whitmire, ein langjähriges Mitglied der Muppetscrew, übernahm Hensons Rollen, unter anderem Kermit den Frosch und Ernie. Nach Hensons Tod wurden mit den Serien Die Dinos und Der Bär im großen blauen Haus noch zwei Projekte realisiert, deren Ideen von ihm stammten.
Am 17. Februar 2004 wurde bekannt, dass alle Rechte der Muppets (inklusive des Bären im großen blauen Haus) an die Walt Disney Company verkauft worden seien. 2011 wurde Jim Henson von der Disney Company postum als Disney-Legende geehrt.
Während Kermit der Frosch schon länger im National Museum of American History ausgestellt ist, kamen 20 weitere von Hensons Puppen im Jahr 2013 in das Museum. Während die meisten davon in einer neuen Vitrine zu Puppenspiel in den USA zu sehen sein sollten, sollte Miss Piggy ab März 2014 mit Kermit in der Dauerausstellung im populären Abschnitt American Stories zu sehen sein.
Seit Juli 2017 gibt es im American Museum of the Moving Image eine neue Dauerausstellung über die Lebensleistung Hensons.
Am 31. Mai 2024 veröffentlichte Disney+ unter der Regie von Ron Howard den Dokumentarfilm Jim Henson: Ein Mann voller Ideen auf seiner Plattform.

## Auszeichnungen
- 1974: Emmy für Sesamstraße
- 1979: Grammy in der Kategorie Beste Aufnahme für Kinder für The Muppet Show
- 1987: Emmy, Gabriel Award, Goldener Hugo Award und Parents Choise Award für Hans mein Igel aus The Storyteller
- 1987: The Ohio State Award des Institute of Education für The Storyteller
- 1987: XII Resena Mundial de Acapulco; Auszeichnung in der Kategorie Beste Kindersendung für Hans mein Igel aus The Storyteller
- 1988: Gold Medal Award für Der Soldat und der Tod aus The Storyteller
- 1989: BAFTA Award in der Kategorie Beste Kindersendung für The Storyteller
- 2011: Disney Legends Award (postum)
- 2017: Aufnahme in die Science Fiction Hall of Fame (postum)[14]

## Sonstiges
- Ihn und seine Figuren würdigt eine Blockausgabe Briefmarken der USA, die am 27. September 2005 erschien. Die elf selbstklebenden Marken haben jeweils einen Nennwert von 37 Cents.
- Die US-amerikanische Animationsserie Jim Henson’s Wortparty wurde von 2016 bis 2021 für Netflix produziert.